# Igor Țîgîrlaș
Igor Țîgîrlaș (in russo Игорь Цыгырлаш?, Igor' Cygyrlaš; Chișinău, 24 febbraio 1984) è un ex calciatore moldavo, di ruolo centrocampista.

## Carriera

### Nazionale
Tra il 2007 ed il 2017 ha totalizzato complessivamente 22 presenze ed una rete con la nazionale moldava.

## Palmarès

### Club

#### Competizioni nazionali
- Campionato lettone: 2

Ventspils: 2007, 2008
- Coppa di Lettonia: 1

Ventspils: 2007
- Supercoppa di Bielorussia: 1

Homel': 2012

#### Competizioni internazionali
- Baltic League: 1

Ventspils: 2009-2010